# Het perfecte plaatje (Nederland)
Het perfecte plaatje is een Nederlands televisieprogramma dat wordt uitgezonden door RTL 4. Het wordt sinds 2016 jaarlijks uitgezonden in de maanden oktober t/m december. De kandidaten voor dit programma worden meestal in de zomer bekendgemaakt. In deze periode worden ook de opnamen gemaakt. Sinds 2022 wordt het programma twee keer per jaar uitgezonden. Vanaf dat jaar wordt het niet alleen in het najaar, maar ook in het voorjaar uitgezonden. Deze extra editie wordt jaarlijks uitgezonden onder de titel Het perfecte plaatje op reis. De kandidaten hiervoor worden meestal in januari bekendgemaakt. Sinds dat jaar worden direct na afloop van deze special de kandidaten voor de reguliere editie bekendgemaakt. Dit gebeurt in de week na de finale.
In 2023 werd bekendgemaakt dat het programma ook in België zal worden geproduceerd. De Vlaamse versie zal daar worden uitgezonden op Play4, gepresenteerd door Manu Van Acker en jury wordt gevormd door Sofie van der Velde en Zeger Garré. Het eerste seizoen startte op 20 april 2024.

## Format
Onder leiding van presentator Tijl Beckand gaan de kandidaten, dit zijn verschillende bekende Nederlanders, de strijd met elkaar aan. In deze strijd gaat het om wie het beste kan fotograferen op professioneel niveau. Dit doen ze aan de hand van verschillende foto-opdrachten. Elke aflevering staan er twee verschillende specialisaties centraal waarmee de kandidaten aan de slag moeten, deze zijn gekoppeld aan een onderwerp. Er komen verschillende onderwerpen langs zoals naaktportret, de wilde natuur, onder water etc. Bij de reisspecials zijn de specialisaties gerelateerd aan de landen waar deze worden opgenomen.
Ze krijgen per specialisatie aparte regels mee waar zij zich aan moeten houden. Zo hebben ze een maximale tijd en krijgen ze van tevoren te horen welke camera ze mogen gebruiken voor de opdracht en welke hulpstukken (telelenzen, groothoeklenzen etc.) ze hierbij mogen gebruiken. Ook kunnen de kandidaten als regel krijgen of de foto geregisseerd mag worden, mag dit niet dan mogen de kandidaten de mensen die ze fotograferen niet sturen hoe ze bijvoorbeeld moeten gaan staan. 
Een vast onderdeel in elk seizoen en ook in de reisspecials is een naaktshoot. Dit is een fotoshoot waarbij de modellen ongekleed dienen te worden gefotografeerd. Een ander vast onderdeel is een fotoshoot die voor een goed doel wordt gemaakt. Hiertoe worden de winnende foto's van deze shoot geveild. De opbrengst hiervan gaat dan naar het goede doel. Ook moeten ze een selfie maken. Hiervoor krijgen ze de beschikking over een speciale app, waarmee ze via hun telefoon de camera op afstand kunnen bedienen.
De kandidaten krijgen na de foto's te hebben gemaakt tijd om één foto of een serie foto's uit te zoeken en eventueel te bewerken. Hiervoor krijgen ze de beschikking over een computer met een fotobewerkingsprogramma en een speciaal scherm met lichtkap, waarop ze de foto's goed kunnen zien. Zo kunnen ze de beste foto's kiezen en ook eventuele oneffenheden wegwerken. In de finale en bij de reisspecials krijgen ze hiervoor laptops met een fotobewerkingsprogramma. Deze foto's worden afgedrukt en vervolgens beoordeeld door de tweekoppige jury die bestaat uit William Rutten en Cynthia Boll. Cynthia Boll jureert de reisspecials niet. Zij wordt dan vervangen door buitenlandse fotografen die afkomstig zijn uit de landen waar deze worden opgenomen. Rutten maakt vlak voordat de eerste aflevering van een reisspecial wordt uitgezonden bekend wie dit is. Rutten kijkt vooral naar de originaliteit van de foto. Boll en in de reisspecials de buitenlandse fotograaf kijkt vooral of de foto een duidelijke boodschap heeft. De jury geeft de cijfers voor de foto's zonder te weten wie ze hebben gemaakt. De kandidaat met het laagste totaalcijfer van zijn foto's moet het programma verlaten. De eerste aflevering was tot seizoen 8 en bij de reisspecials een opwarmertje en daarom hoefde er na deze aflevering nooit een kandidaat weg. In seizoen 10 moest voor het eerst na de eerste aflevering wèl een kandidaat weg. Er is wel een "safe", de jury kan op een zeker moment een fotograaf "redden" als ze dit nodig vinden.
In aflevering 4 van seizoen 8 en  aflevering 5 van seizoen 10 was Cynthia Boll wegens omstandigheden niet bij de beoordeling van de tweede shoot. Tijl gaf daarom haar beoordelingen van deze shoots door aan de kandidaten. 
De finale aflevering speelt zich af in het buitenland. In 2020 vond de finale in Nederland plaats vanwege de coronapandemie die dat jaar uitbrak. De finale werd toen op de Waddeneilanden opgenomen. Deze bestaat bovendien vanaf dat jaar uit twee afleveringen aangezien vanaf dat jaar niet alleen de finale, maar ook de halve finale in het buitenland plaatsvindt. Er valt dan ook in het buitenland nog iemand af. De reisspecials spelen zich in z`n geheel af in het buitenland. 
De winnaar mag uiteindelijk een fotoreportage maken voor het blad National Geographic of National Geographic Traveler.
Alle door kandidaten gemaakte foto's zijn terug te vinden op de site van het programma.
De kijkers thuis kunnen ook meedoen met het programma. In de periode dat het programma wordt uitgezonden, krijgen zij elke week een thuisopdracht die te maken heeft met het thema van de uitgezonden aflevering. De voor deze thuisopdracht gemaakte foto's dienen te worden ingestuurd via de site van het programma. De winnaar krijgt een cadeaubon van € 449,- waarmee foto-apparatuur kan worden gekocht bij Kamera Express.

## Publieksprijs
Sinds 2022 kunnen de kandidaten die afvallen kans maken op de Perfecte Plaatje Publieksprijs. Deze prijs wordt zowel bij de reguliere seizoenen als bij de reisspecials uitgereikt. Elke kandidaat die afvalt, krijgt hiervoor een extra opdracht. Deze opdracht is te zien via de site van het programma. Ook de foto's die gemaakt zijn tijdens deze opdracht verschijnen op de site. De mensen thuis kunnen deze dan met een rapportcijfer beoordelen. Degene die aan het eind van het seizoen het hoogste rapportcijfer krijgt, wint de publieksprijs.

## Seizoensoverzicht
| Seizoen   | Uitzendtijden              | Aantal afleveringen | Start seizoen   | Start seizoen | Einde seizoen    | Einde seizoen | Gemiddelde kijkcijfers |
| Seizoen   | Uitzendtijden              | Aantal afleveringen | Datum           | Kijkcijfers   | Datum            | Kijkcijfers   | Gemiddelde kijkcijfers |
| --------- | -------------------------- | ------------------- | --------------- | ------------- | ---------------- | ------------- | ---------------------- |
| 1         | Maandag 21:30 – 22:30 uur  | 7                   | 31 oktober 2016 | 776.000       | 12 december 2016 | 942.000       | 853.000                |
| 2         | Dinsdag 20:30 – 21:30 uur  | 8                   | 24 oktober 2017 | 832.000       | 12 december 2017 | 1.043.000     | 993.500                |
| 3         | Woensdag 20:30 – 21:30 uur | 8                   | 31 oktober 2018 | 853.000       | 19 december 2018 | 953.000       | 906.750                |
| 4         | Woensdag 20:30 – 21:30 uur | 8                   | 30 oktober 2019 | 862.000       | 18 december 2019 | 900.000       | 902.250                |
| 5         | Dinsdag 20:30 – 22:00 uur  | 11                  | 13 oktober 2020 | 1.205.000     | 22 december 2020 | 1.661.000     | 1.380.091              |
| 6         | Woensdag 20:30 – 22:00 uur | 11                  | 13 oktober 2021 | 1.070.000     | 22 december 2021 | 1.454.000     | 1.263.727              |
| Op reis 1 | Woensdag 20:30 – 22:00 uur | 6                   | 1 juni 2022     | 807.000       | 6 juli 2022      | 743.000       | 740.833                |
| 7         | Woensdag 20:30 – 22:00 uur | 11                  | 12 oktober 2022 | 1.028.000     | 21 december 2022 | 1.026.000     | 993.727                |
| Op reis 2 | Woensdag 20:30 – 22:00 uur | 8                   | 10 mei 2023     | 870.000       | 28 juni 2023     | 995.000       | 858.250                |
| 8         | Woensdag 20:30 – 22:00 uur | 10                  | 4 oktober 2023  | 1.195.000     | 13 december 2023 | 1.425.000     | 1.331.800              |
| Op reis 3 | Woensdag 20:30 – 22:00 uur | 9                   | 15 mei 2024     | 1.132.000     | 12 juli 2024     | 1.267.000     | 1.145.444              |
| 9         | Woensdag 20:30 – 22:00 uur | 10                  | 16 oktober 2024 | 1.170.000     | 18 december 2024 | 1.400.000     | 1.217.800              |
| Op reis 4 | Woensdag 20:30 – 22:00 uur | 8                   | 21 mei 2025     | 1.007.000     | 9 juli 2025      | 1.274.000     | 1.183.125              |

## Seizoenen

### Seizoen 1 (2016)
De finale-aflevering vond plaats in Zuid-Afrika. Humberto Tan was de winnaar van dit eerste seizoen, hij won van de runner-up Kim Feenstra.
| Plaats | Kandidaat              | Beroep        | Opmerkingen                |
| ------ | ---------------------- | ------------- | -------------------------- |
| 1      | Humberto Tan           | Presentator   | Winnaar                    |
| 2      | Kim Feenstra           | Model         | Verliezend finalist        |
| 3      | Marco Borsato          | Zanger        | Afgevallen in aflevering 6 |
| 4      | Paulien Huizinga       | Presentatrice | Afgevallen in aflevering 5 |
| 5      | Heleen van Royen       | Schrijfster   | Afgevallen in aflevering 4 |
| 6      | Ruud Feltkamp          | Acteur        | Afgevallen in aflevering 3 |
| 7      | Winston Gerschtanowitz | Presentator   | Afgevallen in aflevering 2 |

### Seizoen 2 (2017)
De finale-aflevering vond dit keer plaats in Peru. Estelle Cruijff was de winnares van dit tweede seizoen, zij won van de runner- up Giel de Winter.
| Plaats | Kandidaat       | Beroep               | Opmerkingen                |
| ------ | --------------- | -------------------- | -------------------------- |
| 1      | Estelle Cruijff | Mediapersoonlijkheid | Winnares                   |
| 2      | Giel de Winter  | Youtuber             | Verliezend finalist        |
| 3      | Isa Hoes        | Actrice              | Afgevallen in aflevering 7 |
| 4      | Roel van Velzen | Zanger               | Afgevallen in aflevering 6 |
| 5      | Tygo Gernandt   | Acteur               | Afgevallen in aflevering 5 |
| 6      | Gordon          | Zanger               | Afgevallen in aflevering 4 |
| 7      | Vivian Reijs    | Presentatrice        | Afgevallen in aflevering 3 |
| 8      | Monique Smit    | Zangeres             | Afgevallen in aflevering 2 |

### Seizoen 3 (2018)
Halverwege april 2018 werd duidelijk dat RTL aan een nieuw seizoen werkte. Eind mei 2018 werden de eerste deelnemers van het nieuwe seizoen bekendgemaakt door jurylid William Rutten. De finale-aflevering vond plaats in Costa Rica. Patty Brard was de winnares van dit derde seizoen, zij won van de runner-up Jim Bakkum.
| Plaats | Kandidaat           | Beroep                             | Opmerkingen                |
| ------ | ------------------- | ---------------------------------- | -------------------------- |
| 1      | Patty Brard         | Presentatrice en zangeres          | Winnares                   |
| 2      | Jim Bakkum          | Zanger en acteur                   | Verliezend finalist        |
| 3      | Raven van Dorst     | Zanger en presentator              | Afgevallen in aflevering 7 |
| 4      | Herman den Blijker  | Kok en presentator                 | Afgevallen in aflevering 6 |
| 5      | Marlijn Weerdenburg | Presentatrice, actrice en zangeres | Afgevallen in aflevering 5 |
| 6      | Ruben van der Meer  | Cabaretier en acteur               | Afgevallen in aflevering 4 |
| 7      | Lieke van Lexmond   | Actrice en presentatrice           | Afgevallen in aflevering 3 |
| 8      | Mari van de Ven     | Visagist en haarstylist            | Afgevallen in aflevering 2 |

### Seizoen 4 (2019)
In het voorjaar van 2019 werd door RTL bekendgemaakt dat er plannen waren voor een nieuw seizoen. In mei 2019 werden de deelnemers van het nieuwe seizoen bekendgemaakt. Diezelfde maand begonnen de opnamen. De finale-aflevering vond dit keer plaats in Oman. Jamie Westland was de winnaar van dit vierde seizoen, hij won van de runner-up Kees Tol.
| Plaats | Kandidaat             | Beroep                            | Opmerkingen                |
| ------ | --------------------- | --------------------------------- | -------------------------- |
| 1      | Jamie Westland        | Drummer                           | Winnaar                    |
| 2      | Kees Tol              | Presentator en acteur             | Verliezend finalist        |
| 3      | Daphne Deckers        | Presentatrice, actrice, schrijver | Afgevallen in aflevering 7 |
| 4      | Froukje de Both       | Presentatrice                     | Afgevallen in aflevering 6 |
| 5      | Steven Brunswijk      | Cabaretier                        | Afgevallen in aflevering 5 |
| 6      | Christina Curry       | Model                             | Afgevallen in aflevering 4 |
| 7      | Helga van Leur        | Meteorologe                       | Afgevallen in aflevering 3 |
| 8      | Johnny Kraaijkamp jr. | Acteur                            | Afgevallen in aflevering 2 |

### Seizoen 5 (2020)
Tijdens het vijfde seizoen viel er naast de standaard eerste aflevering ook in de negende aflevering geen deelnemer af. De finale vond door de coronapandemie plaats in Nederland, op de Waddeneilanden. Bibi Breijman was de winnares van dit vijfde seizoen, zij won van de runner-up Stefano Keizers.
| Plaats | Kandidaat               | Beroep                           | Opmerkingen                 |
| ------ | ----------------------- | -------------------------------- | --------------------------- |
| 1      | Bibi Breijman           | Youtuber en zangeres             | Winnares                    |
| 2      | Stefano Keizers         | Cabaretier                       | Verliezend finalist         |
| 3      | Janny van der Heijden   | Presentatrice en recensente      | Afgevallen in aflevering 10 |
| 4      | Bert van Leeuwen        | Presentator                      | Afgevallen in aflevering 8  |
| 5      | Soy Kroon               | Acteur                           | Afgevallen in aflevering 7  |
| 6      | Victoria Koblenko       | Actrice                          | Afgevallen in aflevering 6  |
| 7      | Raymond van Barneveld   | Darter                           | Afgevallen in aflevering 5  |
| 8      | Art Rooijakkers         | Presentator                      | Afgevallen in aflevering 4  |
| 9      | Miljuschka Witzenhausen | Presentatrice en tv-chef         | Afgevallen in aflevering 3  |
| 10     | Patricia Paay           | Zangeres en mediapersoonlijkheid | Afgevallen in aflevering 2  |

### Seizoen 6 (2021)
Op 19 april 2021 werden de kandidaten bekendgemaakt voor het zesde seizoen. In aflevering 3 verliet John Heitinga vrijwillig het programma om hoofdtrainer te worden bij Jong Ajax. Het was de eerste keer dat een kandidaat die niet als laagste eindigde het programma verliet. In tegenstelling tot het jaar ervoor vond de finale weer plaats in het buitenland. Deze vond plaats op Bonaire. Patrick Martens was de winnaar van dit zesde seizoen, hij won in de finale van Frits Sissing.
| Plaats | Kandidaat        | Beroep              | Opmerkingen                 |
| ------ | ---------------- | ------------------- | --------------------------- |
| 1      | Patrick Martens  | Presentator, acteur | Winnaar                     |
| 2      | Frits Sissing    | Presentator         | Verliezend finalist         |
| 3      | Georgina Verbaan | Actrice             | Afgevallen in aflevering 10 |
| 4      | Juvat Westendorp | Acteur, danser      | Afgevallen in aflevering 9  |
| 5      | Bridget Maasland | Presentatrice       | Afgevallen in aflevering 8  |
| 6      | Ruth Jacott      | Zangeres            | Afgevallen in aflevering 6  |
| 7      | Jaap Reesema     | Zanger              | Afgevallen in aflevering 5  |
| 8      | Abbey Hoes       | Actrice             | Afgevallen in aflevering 4  |
| 9      | John Heitinga    | Voetbaltrainer      | Gestopt in aflevering 3     |
| 10     | Donnie           | Rapper              | Afgevallen in aflevering 2  |

### Seizoen 7 (2022)
Op 7 juli 2022 werden de kandidaten bekendgemaakt voor het zevende seizoen. De finale vond dit seizoen plaats in IJsland.
| Plaats | Kandidaat           | Beroep           | Opmerkingen                 |
| ------ | ------------------- | ---------------- | --------------------------- |
| 1      | Linda Hakeboom      | Presentatrice    | Winnares                    |
| 2      | Geraldine Kemper    | Presentatrice    | Verliezend finalist         |
| 3      | Tina de Bruin       | Actrice          | Afgevallen in aflevering 10 |
| 4      | Trijntje Oosterhuis | Zangeres         | Afgevallen in aflevering 9  |
| 5      | Filemon Wesselink   | Programmamaker   | Afgevallen in aflevering 8  |
| 6      | Maik de Boer        | Stylist          | Afgevallen in aflevering 6  |
| 7      | Najib Amhali        | Comedian         | Afgevallen in aflevering 5  |
| 8      | Edwin Jonker        | Zanger en acteur | Afgevallen in aflevering 4  |
| 9      | Bente Fokkens       | Actrice          | Afgevallen in aflevering 3  |
| 10     | Inge Ipenburg       | Actrice          | Afgevallen in aflevering 2  |

### Seizoen 8 (2023)
Op 29 juni 2023 werden de kandidaten voor het achtste seizoen bekendgemaakt bij RTL Boulevard. Op 22 november 2023 werd het programma niet uitgezonden vanwege ingelaste Tweede Kamerverkiezingen als gevolg van de val van het Kabinet-Rutte IV. De finale van dit seizoen vond plaats in Ierland.
| Plaats | Kandidaat          | Beroep      | Opmerkingen                |
| ------ | ------------------ | ----------- | -------------------------- |
| 1      | Loes Haverkort     | Actrice     | Winnares                   |
| 2      | Niek Roozen        | Acteur      | Verliezend finalist        |
| 3      | Quinty Misiedjan   | Influencer  | Afgevallen in aflevering 9 |
| 4      | Henry Schut        | Presentator | Afgevallen in aflevering 8 |
| 5      | Frans Duijts       | Zanger      | Afgevallen in aflevering 7 |
| 6      | Waldemar Torenstra | Acteur      | Afgevallen in aflevering 6 |
| 7      | Anna Drijver       | Actrice     | Afgevallen in aflevering 5 |
| 8      | Sylvia Geersen     | Model       | Afgevallen in aflevering 4 |
| 9      | Sergio Vyent       | Presentator | Afgevallen in aflevering 3 |
| 10     | Annemarie van Gaal | Ondernemer  | Afgevallen in aflevering 2 |

### Seizoen 9 (2024)
Op 13 juli 2024 werden de kandidaten voor het negende seizoen bekendgemaakt bij RTL Boulevard. Voor het eerst viel in de eerste aflevering al een kandidaat af. Ook is er net als in seizoen 6 een kandidaat vrijwillig vertrokken. Giovanni van Bronckhorst kreeg een aanbod om hoofdtrainer te worden bij de Turkse topclub Beşiktaş. Hiermee is hij de tweede kandidaat na John Heitinga die vrijwillig het programma verliet. Als gevolg van het vrijwillige vertrek van Giovanni van Bronckhorst hoefde er in aflevering 4 niemand naar huis. De finale vindt dit jaar voor het eerst in 3 jaar buiten Europa plaats, namelijk in Marokko. 
| Plaats | Kandidaat                | Beroep                              | Opmerkingen                |
| ------ | ------------------------ | ----------------------------------- | -------------------------- |
| 1      | Antoinette Hertsenberg   | Presentatrice                       | Winnares                   |
| 2      | Pauline Wingelaar        | Presentatrice, mediapersoonlijkheid | Verliezend finalist        |
| 3      | Fenna Ramos              | Presentatrice                       | Afgevallen in aflevering 9 |
| 4      | Claes Iversen            | Modeontwerper                       | Afgevallen in aflevering 8 |
| 5      | Amara Onwuka             | Weervrouw                           | Afgevallen in aflevering 7 |
| 6      | Lex Uiting               | Presentator                         | Afgevallen in aflevering 5 |
| 7      | Giovanni van Bronckhorst | Voetbaltrainer                      | Gestopt in aflevering 4    |
| 8      | Toine van Peperstraten   | Presentator                         | Afgevallen in aflevering 3 |
| 9      | Loiza Lamers             | Model, ondernemer                   | Afgevallen in aflevering 2 |
| 10     | Floris Göbel             | Presentator                         | Afgevallen in aflevering 1 |

### Seizoen 10 (2025)
Op 16 juli 2025 werden de kandidaten voor het tiende seizoen bekendgemaakt.
| Plaats | Kandidaat                 | Beroep                | Opmerkingen |
| ------ | ------------------------- | --------------------- | ----------- |
|        | Nabil Aoulad Ayad         | Acteur                |             |
|        | Aran Bade                 | RTL Boulevard-gezicht |             |
|        | Bettina Holwerda          | Actrice               |             |
|        | Oos Kesbeke               | Realityster           |             |
|        | Catherine Keyl            | Presentatrice         |             |
|        | Rhodé Kok                 | Influencer            |             |
|        | Lykele Muus               | Auteur                |             |
|        | Caroline Tensen           | Presentatrice         |             |
|        | Dwight van van den Vijver | Tv-persoonlijkheid    |             |
|        | Kirsten Westrik           | Tv-persoonlijkheid    |             |

## Het perfecte plaatje op reis

### Het perfecte plaatje in Argentinië(2022)
In 2022 werd er een special van het programma gemaakt, met als titel Het perfecte plaatje in Argentinië. Dit seizoen ging van start op 1 juni 2022. Op 20 april 2022 werden de kandidaten voor dit extra seizoen bekendgemaakt. De jury bestond uit William Rutten en Gaby Herbstein.
| Plaats | Kandidaat         | Beroep        | Opmerkingen                |
| ------ | ----------------- | ------------- | -------------------------- |
| 1      | Maurice Lede      | Presentator   | Winnaar                    |
| 2      | Jochem van Gelder | Presentator   | Verliezend finalist        |
| 3      | Thomas Berge      | Zanger        | Verliezend finalist        |
| 4      | Tim den Besten    | Presentator   | Afgevallen in aflevering 5 |
| 5      | Babette van Veen  | Actrice       | Afgevallen in aflevering 4 |
| 5      | Roxanne Kwant     | Presentatrice | Afgevallen in aflevering 4 |
| 7      | Renée Soutendijk  | Actrice       | Afgevallen in aflevering 3 |
| 8      | Daphne Bunskoek   | Presentatrice | Afgevallen in aflevering 2 |

### Het perfecte plaatje in Zuid-Afrika(2023)
In 2023 werd een tweede special van het programma gemaakt, met als titel Het perfecte plaatje in Zuid-Afrika. Op 25 januari 2023 werden de kandidaten bekendgemaakt. De jury bestond uit William Rutten en Neo Ntsoma.
| Plaats | Kandidaat         | Beroep        | Opmerkingen                |
| ------ | ----------------- | ------------- | -------------------------- |
| 1      | Leonie ter Braak  | Presentatrice | Winnares                   |
| 2      | Rick Brandsteder  | Presentator   | Verliezend finalist        |
| 3      | Numidia           | Zangeres      | Afgevallen in aflevering 7 |
| 4      | Tatum Dagelet     | Presentatrice | Afgevallen in aflevering 6 |
| 5      | Wildebras         | Influencer    | Afgevallen in aflevering 5 |
| 6      | Eloise van Oranje | Influencer    | Afgevallen in aflevering 4 |
| 7      | Rob Dekay         | Zanger        | Afgevallen in aflevering 3 |
| 8      | Jaap Jongbloed    | Presentator   | Afgevallen in aflevering 2 |

#### Commotie
Tijdens het tweede seizoen van Het perfecte plaatje op reis deed gravin Eloise van Oranje mee. Toen zij in de eerste aflevering in badpak verscheen, zorgde journalist Jeroen Snel voor commotie door in een roddelprogramma uit te spreken dat die presentatie 'op de grens' lag van wat een lid van de koninklijke familie in zo'n situatie vermag. Als reactie hierop verschenen diverse bekende Nederlanders op sociale media in badpak om hun steun uit te spreken.
Ook de eerste fotoshoot van de eerste aflevering van het achtste reguliere seizoen kreeg veel kritiek omdat de kandidaten bij deze shoot in een vakantiepark van alles kapotmaakten en omdat iemand hierbij binnenshuis een barbecue aanstak. Dit schoot bij veel kijkers in het verkeerde keelgat. Ze maakten zich zorgen over de eigenaars van het vakantiepark die alles weer moesten opruimen.

### Het perfecte plaatje in Thailand(2024)
In 2024 werd een derde special van het programma uitgezonden, met als titel Het perfecte plaatje in Thailand. Op 14 januari 2024 werden de kandidaten bekendgemaakt. De jury bestaat dit jaar uit William Rutten en Aline Deschamps. In verband met de halve finale van het EK-voetbal die op woensdag 10 juli werd uitgezonden, werd de finale-aflevering in plaats van op woensdag op de vrijdag uitgezonden. Op deze manier voorkwam RTL 4 dat ze door de wedstrijd kijkers zouden verliezen.
| Plaats | Kandidaat            | Beroep        | Opmerkingen                |
| ------ | -------------------- | ------------- | -------------------------- |
| 1      | Kaj Gorgels          | Presentator   | Winnaar                    |
| 2      | Fresia Cousiño Arias | Presentatrice | Verliezend finalist        |
| 3      | Susan Visser         | Actrice       | Afgevallen in aflevering 8 |
| 4      | Danny de Munk        | Zanger        | Afgevallen in aflevering 7 |
| 5      | Sophie Bouquet       | Actrice       | Afgevallen in aflevering 6 |
| 6      | April Darby          | Musicalster   | Afgevallen in aflevering 5 |
| 7      | Gallyon van Vessem   | Presentatrice | Afgevallen in aflevering 4 |
| 8      | Mark Baanders        | Verslaggever  | Afgevallen in aflevering 3 |
| 9      | Leafs                | Rapper        | Afgevallen in aflevering 2 |

### Het perfecte plaatje in Italië(2025)
In 2025 werd een vierde special van het programma uitgezonden, met als titel Het perfecte plaatje in Italië. Op 13 januari 2025 werden de kandidaten bekendgemaakt. De jury bestaat dit jaar uit William Rutten en Gaia Squarci.
| Plaats | Kandidaat       | Beroep         | Opmerkingen                |
| ------ | --------------- | -------------- | -------------------------- |
| 1      | Irene Moors     | Presentatrice  | Winnares                   |
| 2      | Stefan Jurriens | Presentator    | Verliezend finalist        |
| 3      | Sosha Duysker   | Presentatrice  | Afgevallen in aflevering 7 |
| 4      | Edson da Graça  | Presentator    | Afgevallen in aflevering 6 |
| 5      | Wim Kieft       | Voetbalanalist | Afgevallen in aflevering 5 |
| 6      | Kim Kötter      | Fotomodel      | Afgevallen in aflevering 4 |
| 7      | Hila Noorzai    | Presentatrice  | Afgevallen in aflevering 3 |
| 8      | Ferri Somogyi   | Acteur         | Afgevallen in aflevering 2 |